# Isola Fulcheria

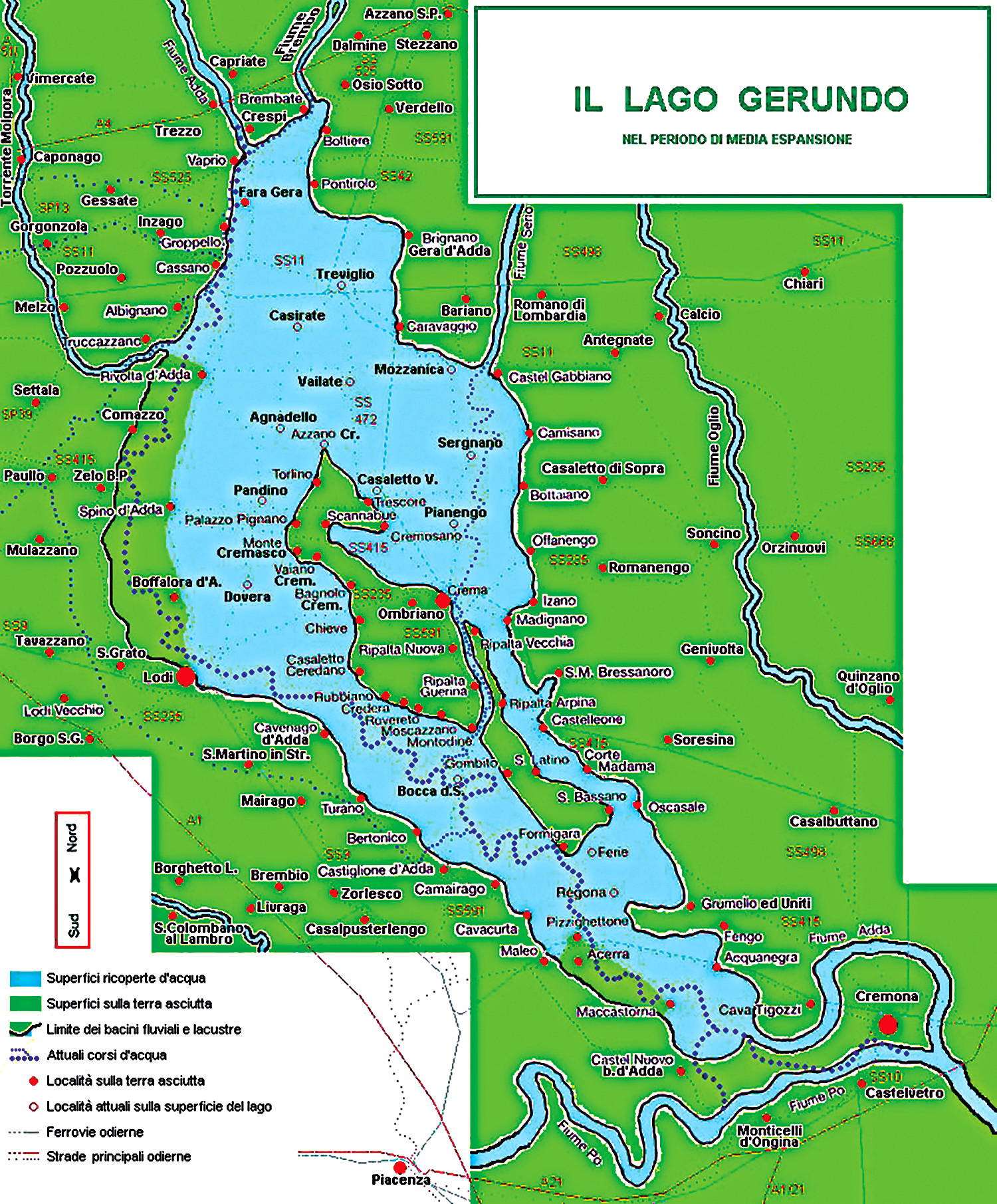

Con il termine di isola Fulcheria si intendeva un territorio posto fra i fiumi Serio, Brembo e Adda, le cui acque fino al medioevo divagavano formando il lago Gerundo.
In effetti, è ipotizzabile che il termine "isola" non definisse propriamente un territorio interamente circondato da acque e paludi, ma solo parzialmente, come vengono definite oggi le terre circondate dai meandri di alcuni fiumi.
Ne è prova che, sia storicamente sia dal punto di vista morfologico, i suoi limiti sono ben definiti nella parte meridionale e assai incerti nella parte settentrionale, nella cosiddetta Gera d'Adda.
È probabile che il nome più antico fosse isola Mosa (pantano, palude). Al centro dell'isola sorgeva la città romana di Parasso, l'attuale Palazzo Pignano, con un antico insediamento cristiano, risalente al IV secolo. Sopra un dosso, più a oriente sorgeva un altro piccolo luogo di culto con la chiesa di Santa Maria della Palude.
Le origini del nome con cui è nota, sarebbero però più tarde, probabilmente risalenti all'epoca longobarda, quando le terre furono spartite in duci, tra i quali quello relativo alla zona del Gerundo divenne proprietà del capitano Fulcherio. È in questo periodo che gli antichi abitanti di Parasso, secondo un'ipotesi non confutata da documenti, sarebbero fuggiti attorno alla citata chiesa di Santa Maria della Palude, contribuendo così a fondare Crema.
Le bonifiche, iniziate nell'XI secolo dai monasteri benedettini e cistercensi prima e dalle autorità civili poi, portarono gradualmente al prosciugamento delle acque del lago Gerundo facendo scomparire definitivamente l'isola Fulcheria.